# Íslandspóstur
Íslandspóstur (укр. Ісландська пошта) — національний оператор поштового зв'язку Ісландії зі штаб-квартирою у Рейк'явіку. Є державною компанією та підпорядкована уряду Ісландії. Член Всесвітнього поштового союзу.
Він бере свій початок з 1776 року, коли Крістіан VII, король Данії (а в той час також Ісландії), наказав створити в країні поштову службу. Через два роки почалися регулярні поштові плавання між Ісландією та Данією, один раз на рік. Перші ісландські поштові марки були опубліковані в 1873 році, і в той же час ісландська поштова система була організована під спеціальним правлінням і створені перші поштові відділення. У 1935 році поштова служба та національна телефонна компанія були об'єднані під назвою Póstur og sími (Пошта і телефон). У 1998 році ця державна компанія була розділена на дві компанії, Landssími Íslands (телефонна компанія) і Íslandspóstur. З тих пір острови Ландссімі були приватизовані. Íslandspóstur має одну з найбільших працівників в Ісландії – майже 1200 осіб. Планується багато нових поштових відділень по всій країні, щоб розширити мережу розповсюдження та покращити послуги компанії.
Íslandspóstur є членом Кооперації малих європейських поштових адміністрацій.

## Послуги
Окрім інших послуг, Íslandspóstur пропонує послуги, відмінні від базової поштової служби, і часто вона конкурує з приватним сектором.
- Внутрішня пошта (завжди використовувалися літаки та автомобілі; більше немає послуг на човнах чи кораблях).

- Флаєр. Водій приїжджає з вантажами та відправленнями в компанію в заздалегідь обумовлений час.

- Лотерейні квитки. Iceland Post є проксі для різних лотерей у кількох місцях у сільській місцевості.
- Кількість договорів. Одержувач підписує договір у присутності кваліфікованої особи пошти. Після підписання договори купівлі-продажу все одно надсилаються відправнику.

- Міжнародна пошта. Кур'єри, які пропонуються через TNT Express Transport.

- Послуги друку. Після того, як Communication Ltd. стала дочірньою компанією Ісландії, друкарські послуги були частиною послуг компанії.

- Публікаційні послуги. Відповідно до закону про цивільний листонош може публікувати тенденції та інші прояви у спосіб подібну стратегію свідка.
- Відправка в той же день.
- Служби повідомлень.
- Митні брокери. Митні брокери Ісландії самі доопрацюють митні декларації та інші співробітники при ввезенні товарів.
- Упаковка. Íslandspóstur надає та продає картонні коробки та конверти.
- Інші продукти. У поштових відділеннях пропонують різноманітні інші продукти, такі як записувані компакт-диски та вітальні листівки.